# می‌بل (کلرادو)
می‌بل (به انگلیسی: Maybell) یک منطقهٔ مسکونی در ایالات متحده آمریکا است که در شهرستان موفات، کلرادو واقع شده‌است. می‌بل ۱٫۳ کیلومتر مربع مساحت و ۷۲ نفر جمعیت دارد و ۱٬۸۰۵ متر بالاتر از سطح دریا واقع شده‌است.